# 道格拉斯·默里
道格拉斯·默里（英語：Douglas Murray，1980年3月12日—），瑞典男子冰球运动员，场上位置是后卫。他曾代表瑞典国家队参加2010年冬季奥林匹克运动会冰球比赛，获得第5名。